# As Beiras
O Diário As Beiras é um jornal regional do distrito de Coimbra.

## História
Foi fundado em 15 de Março de 1994 pelos empresários António Abrantes e António Teixeira. 
Além da edição impressa, dispõe informações também no seu sítio oficial.